# GSM
 Тази статия е за стандарта.  За апарата вижте Мобилен телефон.  
GSM („джиесем“, от названието на групата Groupe Spécial Mobile, по-късно преименувана на Global System for Mobile Communications, буквален превод: Глобална система за мобилни комуникации) е глобален цифров стандарт за мобилни комуникации с разделяне на каналите по време (TDMA) и с висока степен на сигурност благодарение на шифроване с открит ключ. Разработен е под егидата на Европейския институт за стандартизация в съобщенията (ETSI) през 80-те години на XX век. В разговорния български език „джиесем“ се използва широко като наименование на мобилен телефон.
Ускореното развитие на системите за мобилна телефония започва в началото на 80-те години на XX век в Европа. Липсата на технологични стандарти (общи правила и изисквания) накарало организацията European Posts and Telegraphs („Европейски пощи и телеграфи“, CEPT, преименувана по-късно в ETSI) да създаде през 1982 г. експертната група Groupe Spécial Mobile (GSM) със задача да разработи единен стандарт на система за мобилна телефония, която да се използва в цяла Европа. Първата GSM-мрежа е заработила през 1988 г. във Финландия.

## Общи сведения
GSM се отнася към мрежите за мобилни комуникации от второ поколение (2G), въпреки че през 2010 г. тя условно навлиза във фазата 2,75G (1G е аналогова клетъчна връзка, 2G – компютърно-четима клетъчна връзка, 3G – широколентова цифрова клетъчна връзка, управлявана (комутируема) от многоцелеви компютърни мрежи, включително от интернет) и към 2010 г. е най-разпространеният стандарт за мобилна клетъчна връзка в света. Мобилните телефони се произвеждат за работа в 4 диапазона от честоти: 850 MHz, 900 MHz, 1800 MHz, 1900 MHz. В стандарта GSM се използва GMSK модулация.

## Предоставяни услуги
GSM осигурява поддръжката на следните услуги:
- Предаване на данни (синхронен и асинхронен обмен на данни, включително пакетно предаване на данни (GPRS). Тези услуги не гарантират съвместимост на терминалните устройства, а осигуряват само предаване на информация към тях и от тях.
- Предаване на говорна (гласова) информация.
- Предаване на кратки текстови съобщения (SMS).
- Предаване на факсимилни съобщения.

Допълнителни услуги (не се предоставят задължително):
- Определяне на викащия номер и ограничаване на такова определяне.
- Безусловна и условна преадресация на повикването към друг номер.
- Изчакване на повикване.
- Конферентна връзка (едновременна гласова връзка между три и повече подвижни станции).
- Забрана на определени от абоната услуги (международни и роумингови повиквания и др.)

и много други услуги.

## Предимства и недостатъци
Предимства на стандарта GSM:
- По-малки в сравнение с аналоговите стандарти NMT-450 (Nordic Mobile Telephony), AMPS-800 (Advanced Mobile Phone System) размери и тегло на телефонните апарати при по-дълго време на работа с едно зареждане на батерията. Това се постига преди всичко благодарение на апаратурата в базовата станция, която постоянно анализира нивото на сигнала, приеман от апарата на абоната. Когато този сигнал е по-голям от необходимия, към мобилния телефон автоматично се подава команда да се понижи излъчваната мощност.
- Добро качество на връзката при достатъчна плътност на разполагане на базовите станции.
- Голям капацитет на мрежата, възможност за голям брой едновременни връзки.
- Ниско ниво на индустриалните смущения в дадените честотни диапазони.
- Максимална защита от подслушване и нелегално използване, което се постига чрез използване на алгоритми за шифроване с отворен ключ. EFR-технологията (Enhansed Full Rate) е усъвършенствана система за кодиране на говор. Системата е била разработена от фирмата Nokia и впоследствие е станала стандарт за кодиране/декодиране при стандарта GSM.
- Широко разпространение, особено в Европа, на голям избор от оборудване. Към 2006 г. стандартът GSM се е поддържал от 228 оператора, официално регистрирани в Асоциацията на GSM-операторите от 110 страни.
- Възможност за роуминг. „Роуминг“ (от англ. „to roam“ – скитам, странствам, бродя) означава, че абонат на една от GSM-мрежите може да ползва своя мобилен телефон не само в своята страна, но и местейки се от държава в държава, преминавайки от една мрежа в друга, без да се разделя със своя абонатен номер. Процесът на преход една мрежа в друга става автоматично, без ползвателят на GSM-телефона да уведомява предварително съответните оператори.

Недостатъци на стандарта GSM:
- Изкривявания на говора при цифровата обработка и предаването.
- В стандартен режим теоретичното ограничение на връзката е на разстояние не повече от 35 km от най-близката базова станция, но в режим на Extended Cell (ECell) са допустими разговори на разстояние до 120 km[2]. Затова за покриване на определена площ е необходим по-голям брой предаватели, отколкото при стандартите NMT-450 и AMPS.
- Доста голямата мощност на излъчване на мобилните телефони представлява потенциална опасност за здравето (т. нар. „ефект на микровълновата фурна“).

## Стандарти и радио-интерфейс
В стандарта GSM са определени 4 диапазона на работа:

### 900/1800MHz(използва се в Европа и Азия)
| Характеристики                                                                                   | GSM-900   | GSM-1800    |
| Честоти на предаване на MS (Mobile Station) и на приемане от BTS (Base Transceiver Station), MHz | 890 – 915 | 1710 – 1785 |
| Честоти на приемане от MS и на предаване на BTS, MHz                                             | 935 – 960 | 1805 – 1880 |
| Дуплексна разлика между честотите на приемане и предаване, MHz                                   | 45        | 95          |
| Брой достъпни честоти                                                                            | 124       | 374         |
| Широчина на лентата на канала за връзка, kHz                                                     | 200       | 200         |

#### GSM-900
Цифров стандарт за мобилна връзка в честотния диапазон от 890 до 915 MHz (от телефона към базовата станция) и от 935 до 960 MHz (от базовата станция към телефона).
В някои страни честотният диапазон на GSM-900 е разширен до 880 – 915 MHz (MS → BTS) и 925 – 960 MHz (MS ← BTS), благодарение на което максималният брой на каналите за връзка се е увеличил с 50. Тази модификация е наречена E-GSM (extended GSM).

#### GSM-1800
Модификация на стандарта GSM-900, цифров стандарт за мобилна връзка в честотния диапазон от 1710 до 1880 MHz. Обезпечава по-голям брой канали за връзка, но действа на по-малко разстояние. Използва се предимно в градски райони.
Особености:
- Максималната излъчвана мощност на мобилните телефони при стандарта GSM-1800 е 1 W; за сравнение – при GSM-900 е 2 W. Така се постига по-голямо време на непрекъсната работа без презареждане на акумулатора и понижаване нивото на радиоизлъчване.
- Висок капацитет на мрежата, което е важно за големи градове.
- Възможност да се използват телефонни апарати, едновременно работещи по стандартите GSM-900 и GSM-1800. Такъв апарат функционира в мрежа GSM-900, но, попадайки в зоната на GSM-1800, се превключва – ръчно или автоматично. Това позволява на оператора по-рационално да използва честотния ресурс, а на клиентите – да ползват по-евтини тарифи. В двете мрежи абонатът ползва един общ номер. Използването на апарата в двете мрежи е възможно само в тези случаи, когато мрежите принадлежат на един оператор, или между операторите, работещи в различните диапазони, е сключено споразумение за роуминг.

Проблемът е в това, че зоната на покритие за всяка базова станция при GSM-1800 е значително по-малка, отколкото при стандартите GSM-900, AMPS/DAMPS-800, NMT-450. Необходим е по-голям брой базови станции. Колкото е по-висока излъчваната честота, толкова по-малка е проникващата способност на радиовълните (тя се характеризира с т. нар. дълбочина на скин-слоя) и толкова е по-малка способността им да се отразяват и да заобикалят прегради.

### 850/1900 MHz(използва се в САЩ, Канада, отделни страни от Латинска Америка и Африка)
| Характеристики                                                 | GSM-850   | GSM-1900    |
| Честоти на предаване на MS и на приемане на BTS, MHz           | 824 – 849 | 1850 – 1910 |
| Честоти на приемане на MS и на предаване на BTS, MHz           | 869 – 894 | 1930 – 1990 |
| Дуплексна разлика между честотите на приемане и предаване, MHz | 45        | 80          |

### 450 MHz (единствено в Танзания)
Единствената GSM мрежа, работеща на тази честота, е тази на Celtel в Танзания

## GSM в България

### Оператори в България
В България към декември 2019 г. GSM-мрежи поддържат следните предприятия:
- А1 България (търговска марка А1)
- Теленор България (търговска марка Telenor)
- БТК АД (търговска марка Vivacom)

### Разпределение на честотните канали в България

#### GSM-900
БТК използва 5 MHz от спектъра си за UMTS мрежа.

## Структура на GSM
Системата GSM се състои от три основни подсистеми:
- Подсистема на базовите станции (BSS – Base Station Subsystem),
- Подсистема за комутация (NSS – Network Switching Subsystem),
- Център за техническо обслужване (OMC – Operation and Maintenance Centre).

В отделен клас от структурата на GSM са отделени терминалните устройства – подвижните станции (MS – Mobile Station), известни като мобилни (клетъчни) телефони.

### Подсистема на базовите станции (BSS)
BSS (Base Station Subsystem) се състои от самата базова станция (BTS – Base Transceiver Station) и контролер на базовите станции (BSC – Base Station Controller).
Областта, покривана от мрежата GSM, е разделена на клетки с шестоъгълна форма (понякога наричани килийки или килии – аналогия, дошла от пчелните пити). „Диаметърът“ на всяка шестоъгълна клетка може да е различен – от 400 m до 50 km. Максималният теоретичен радиус на клетката е 35 km, което се определя от ограничената възможност на системата за синхронизация към компенсация на времето за закъснение на сигнала. Всяка клетка се покрива от една BTS, като при това клетките частично се припокриват една друга, с което се запазва възможността да се прехвърля обслужването на MS при преместването ѝ от една килийка в друга без прекъсване на връзката.
Базовата станция (BTS) осигурява приемане и предаване на сигнала между MS и контролера на базовите станции. BTS е автономна и е построена на модулен принцип. Насочените антени на базовите станции могат да се разполагат на стълбове, кули, покриви на сгради и т.н.
Контролерът на базовите станции (BSC) управлява връзките между BTS и подсистемата за комутация. В неговите пълномощия влиза също управлението на реда на свързванията, скоростта на предаване на данните и разпределението на радиоканалите.

### Подсистема за комутации (NSS)
NSS се състои от следните компоненти:

#### Център за комутация (MSC – Mobile Switching Centre)
MSC управлява определена географска зона с разположените в нея BTS и BSC.
Осъществява връзките в GSM-мрежата от и към абоната, осигурява интерфейса между GSM и телефонните мрежи за общо ползване, другите мрежи за радиовръзка, мрежите за предаване на данни. Изпълнява също функциите по маршрутизация на повикванията, управление на повикванията, щафетно предаване на обслужването при преместване на MS от една клетка в друга. След края на повикването MSC обработва свързаните с него данни и ги предава в изчислителния център за оформяне на сметката за предоставените услуги, а също така набира статистически данни. MSC също така постоянно следи за положението на MS, използвайки данните от HLR и VLR, което е необходимо за бързото намиране и установяване на връзка с MS в случай на повикването му.

#### Домашен регистър на местоположението (HLR – Home Location Registry)
HLR съдържа база данни за абонатите, придадени към него. Тук се съхранява информация за предоставяните на дадения абонат услуги, информация за състоянието на всеки абонат, необходима в случай на повикването му, а също Международен Идентификатор на Мобилния Абонат (IMSI – International Mobile Subscriber Identity), който се използва за установяване автентичността на абоната (при помощта на AUC). Всеки абонат е придаден към един определен HLR. Към данните в HLR имат достъп всички MSC и VLR в дадената GSM-мрежа, а в случай на междумрежови роуминг – и MSC на другите мрежи.

#### Посетителски регистър на местоположението (VLR – Visitor Location Registry)
VLR осигурява мониторинга на придвижването на MS от една зона в друга и съдържа база данни за преместващите се абонати, намиращи се в дадения момент в тази зона, включително и абонатите на други GSM-системи – така наричаните роумери. Данните за абоната се изтриват от VLR, в случай че абонатът се премести в друга зона. Такава схема позволява да се съкрати количеството запитвания към HLR за даден абонат, а следователно и времето за обслужване на повикването.

#### Регистър за идентификация на оборудването (EIR – Equipment Identification Registry)
Съдържа база данни, необходима за установяване на истинността на MS по IMEI (International Mobile Equipment Identity). Формира три списъка: бял (допуска се за използване), сив (има известни проблеми с идентификацията на MS) и черен (MS, забранени за обслужване).

#### Център за установяване на автентичността (AUC – Authentication Centre)
Тук става установяване на автентичността на абоната, а по-точно – на неговата SIM-карта (Subscriber Identity Module). Достъпът към мрежата се разрешава само след преминаване на SIM-процедура за проверка на истинността, в процеса на която от AUC към MS пристига открит ключ, след което в AUC и MS паралелно става шифриране на уникалния за дадения SIM ключ за установяване на автентичността при помощта на също така уникален алгоритъм. След това от MS и от AUC към MSC се връщат „подписани отговори“ – SRES (Signed Response), които са резултат от даденото шифриране. В MSC отговорите се сравняват, и в случай на съвпадението им установяването на автентичността се счита за успешно.

### Подсистема Център за техническо обслужване (OMC или NOC— Operation and Maintenance Centre/Network Operation Centre)
Съединена е с останалите компоненти на мрежата и осигурява контрол върху качеството на работа и управление на цялата мрежа. Обработва аварийните сигнали, при които се изисква намесата на персонала. Осигурява проверка на състоянието на мрежата, възможността за преминаване на повикването. Обновява програмното осигуряване на всички елементи от мрежата, изпълнява и редица други функции.